# Pont de l'Archevêché
Pont de l'Archevêché (česky Arcibiskupský most) je most přes řeku Seinu v Paříži. Spojuje východní cíp ostrova Cité (4. obvod) a 5. obvod na levém břehu.

## Historie
Most byl pojmenován podle arcibiskupského sídla, které stálo jihovýchodně od katedrály Notre-Dame mezi ní a Seinou. Tato budova byla zničena při proticírkevních nepokojích ve dnech 14. a 15. února 1831. Most byl postaven v roce 1828. V roce 1850 jej zakoupilo město Paříž.

## Architektura
Most postavil inženýr Plouard. Pilíře mostu jsou založeny na dřevěných pilotách. Most je zděný na třech obloucích, jeho celková délka činí 68 metrů a šířka 11 metrů (vozovka 7 m, dva chodníky 2 m). Oblouky mají rozpětí 15-17-15 metrů. V roce 1910 bylo rozhodnuto, že most bude přestavěn, neboť šířka oblouků je příliš malá pro plynulou říční dopravu, nakonec ale k tomu nikdy nedošlo.

## Umístění
| \| \| Umístění mostu \|   | \| \| Umístění mostu \| | \| \| Umístění mostu \|           |
| Most dole: Pont au Double |                         | Most nahoře: Pont de la Tournelle |
| ------------------------- | ----------------------- | --------------------------------- |
|                           | Umístění mostu          |                                   |